# Martin Koscelník
Martin Koscelník, född 2 mars 1995, är en slovakisk fotbollsspelare som spelar för NAC Breda. Han representerar även det slovakiska landslaget.

## Karriär
Den 29 augusti 2023 värvades Koscelník av nederländska NAC Breda, där han skrev på ett tvåårskontrakt.